# Ядерна енергетика Таїланду
У Таїланді немає атомних електростанцій. Міністерство енергетики Таїланду періодично розглядає плани щодо атомної енергетики.
У 2011 році Пріча Карасуддхі, технічний радник Офісу розвитку ядерної енергетичної програми, заявив, що попит на електроенергію в країні подвоїться впродовж наступних 12 років. За його словами, якщо уряд має намір розвивати ядерну енергетику, то потрібно ухвалити відповідне рішення вже зараз, щоб прокласти шлях для підготовки. Карасуддхі стверджує, що вкрай важливо поставити це питання на національний порядок денний, зібрати всі залучені сторони та обговорити переваги тайської ядерної енергетики. За даними Управління з виробництва електроенергії Таїланду (англ. Electricity Generating Authority of Thailand, EGAT), минулого року щоденний попит на електроенергію в країні досяг 10 нових піків. Останній, зареєстрований 10 травня 2010 року на рівні 24 009 МВт, що перевищив рекорд 24 квітня 2009 року в 22 044 МВт, був спричинений високими температурами та економічним відновленням. EGAT стурбоване перспективою відключень або перебоїв в електропостачанні в наступні 10 років, коли попит зросте на тлі обмеженого збільшення пропозиції.
Очікується, що атомна енергетика зменшить споживання природного газу в Таїланді для виробництва електроенергії з 70 до 40 відсотків.
Дані за 2007 рік показують, що природний газ для виробництва електроенергії в Таїланді використовувався більше, ніж будь-яке інше джерело енергії — 66,2 відсотка, за яким іде буре вугілля — 12,6 відсотка. На гідроенергію припадає 5,5 відсотка, нафтопродукти — 2,7 відсотка, дизельне пальне — 0,03 відсотка та відновлювана енергія — 1,6 відсотка. Імпортне вугілля становило 8,4 відсотка, тоді як куплена електроенергія з Лаосу та Малайзії становила три відсотки.
Дехто припускає, що попит на електроенергію можна адекватно задовольнити дешевшою та безпечнішою екоенергією.